# NGC 5369
NGC 5369 je eliptična galaktika u zviježđu Djevici.

## Vanjske poveznice
- (engl.) SEDS: NGC 5369
- (engl.) Revidirani Novi opći katalog
- (engl.) Izvangalaktička baza podataka NASA-e i IPAC-a
- (engl.) Astronomska baza podataka SIMBAD
- (engl.) VizieR
- DSS-ova slika NGC 5369  Arhivirana inačica izvorne stranice od 20. veljače 2016. (Wayback Machine)